# Daniel Nicklasson
Daniel Nicklasson (* 23. April 1981) ist ein schwedischer ehemaliger Fußballspieler. Der Mittelfeldspieler lief mehrfach als Nachwuchsnationalspieler für schwedische Juniorenauswahlen auf.

## Werdegang
Nicklasson spielte in der Jugend für IFK Hässleholm, bis er sich der Jugend von IFK Göteborg anschloss. Unter Trainer Reine Almqvist debütierte er als Nachwuchsspieler in der Allsvenskan. Im Sommer 2000 wechselte der Nachwuchsnationalspieler in die Jugendabteilung des dänischen Klubs Aalborg BK. Nachdem er dort verletzungsbedingt nicht zum Einsatz gekommen war, kehrte er 2001 nach Schweden zurück und trat für seinen ehemaligen Jugendklub IFK Hässleholm in der vierten Liga an. Am Ende der Spielzeit gelang der Aufstieg in die drittklassige Division 2 Södra Götaland.
2003 wechselte Nicklasson zum Zweitligaabsteiger Mjällby AIF, mit dem er am Ende der Spielzeit 2004 die Rückkehr in die Superettan schaffte. Kurz nach Saisonende verließ er jedoch den Klub und wechselte zum Zweitligisten GAIS, bei dem er einen Zwei-Jahres-Kontrakt unterzeichnete. Beim Göteborger Klub etablierte er sich auf Anhieb als Stammspieler und trug mit fünf Saisontoren in der Zweitliga-Spielzeit 2005 zum Aufstieg des Klubs in die Allsvenskan bei. Nachdem er im ersten Jahr seinen Stammplatz verloren hatte, stand er in der Spielzeit 2007 wieder 18 seiner 19 Ligaeinsätze in der Startelf – insbesondere zwei Platzverweise verhinderten mehr Spielzeit. In der Spielzeit 2009 spielte er unter dem neuen Trainer Alexander Axén bis zum Sommer neun Partien, davon lediglich zwei von Beginn an. Daraufhin kehrte er auf Leihbasis zum Zweitligisten Mjällby AIF zurück.
Nicklasson etablierte sich bei Mjällby AIF als Stammspieler. In 15 Ligapartien verhalf er dem Klub in der Zweitliga-Spielzeit 2009 als Zweitligameister zum Aufstieg in die Allsvenskan. Am Ende des Jahres wechselte er dauerhaft zum Klub aus der schwedischen Provinz Blekinge län, bei dem er einen Drei-Jahres-Vertrag unterschrieb.